# HMS Avenger (D14)
«Евенджер» («Месник») (англ. HMS Avenger (D14)) — американський ескортний авіаносець часів Другої світової війни. Перший авіаносець однойменного типу. Переданий Великій Британії за програмою ленд-лізу.

## Історія створення
Авіаносець «Евенджер» був закладений 28 листопада 1939 року на верфі Sun Shipbuilding & Drydock Company як суховантаж типу C-3 під назвою Rio-Hudson. У процесі виробництва був переобладнаний в ескортний авіаносець BAVG-2. 2 березня 1942 року вступив у стрій під назвою «Евенджер». Сьомий корабель з такою назвою у складі ВМС Великої Британії.

## Історія служби
Після вступу у стрій авіаносець «Евенджер» у травні 1942 року прибув до військово-морської бази Клайд.
3 вересня 1942 року вирушив у СРСР у складі конвою PQ 18, маючи на борту 12 літаків Hawker Hurricane та 3 Fairey Swordfish. Під час супроводження конвою літаки з «Евенджера» збили 5 та пошкодили 21 німецький літак. Разом з есмінцем «Онслоу» літаки з «Евенджера» потопили німецький підводний човен U-589. Корабель повернувся до Великої Британії 3 жовтня 1942 року з конвоєм QP 14.
22 жовтня 1942 року «Евенджер» разом з однотипним авіаносцем «Байтер» та ударним авіаносцем «Вікторіос» вирушив до берегів Північної Африки, де взяв участь в операції «Смолоскип». 7 листопада зустрівся з авіаносцем «Аргус» біля берегів Алжиру. 30 літаків з обох кораблів прикривали висадку десанту. Операція завершилась 10 листопада. «Евенджер» залишив свої літаки частинам ППО, після невеликого ремонту в порту Алжира вирушив додому.
15 листопада, на відстані 100 миль на захід від Гібралтару, «Евенджер» був торпедований німецьким підводним човном U-155. Влучання торпеди спричинило вибух бомбового погребу. Авіаносець розламався навпіл і за 3 хвилини затонув. Загинуло 505 членів екіпажу, врятувалось лише 17 осіб.